# Servitization
Servitization ist eine Geschäftsmodellinnovation, die für produzierende Unternehmen relevant ist und die Änderung des bisherigen Angebotsportfolios weg von nur Sachgütern und hin zu einer Kombination aus Sachgütern und Dienstleistungen bezeichnet. Damit spiegelt sie den gesamtwirtschaftlichen Trend zur Dienstleistungsgesellschaft auf Unternehmensebene wider.
Beispiele für Servitization gibt es bereits seit mehr als 100 Jahren. Das Thema hat aber seit etwa 20 Jahren schnell an Bedeutung gewonnen, weil auf Grund der Globalisierung Unternehmen in Hochlohnländern wie Deutschland in ihm ein Mittel sehen, sich gegen Konkurrenz aus Niedriglohnländern zu schützen. In der Wissenschaft hat sich die Servitization auf Grund eines Fachartikels von Sandra Vandermerwe und Juan Rada zu einem eigenständigen Forschungsthema etabliert.

## Das Servitization-Konzept
Servitization zeichnet sich sowohl in der Wissenschaft als auch in der Unternehmenspraxis als ein Konzept ab, welches Produktverständnis und Geschäftsmodell insbesondere produzierender Unternehmen grundsätzlich verändern kann. Die damit verbundenen Umwälzungen innerhalb der Organisation – aber auch die Nutzenpotenziale – können dabei ähnlich signifikant sein wie in den letzten Jahrzehnten die Konzepte „Just-in-Time“ oder „Schlanke Produktion“. Zu den Wissenschaftlern, die derzeit intensive Forschungen zu Servitization vorantreiben, gehören beispielsweise Prof. Andy Neely an der University of Cambridge sowie Prof. Tim Baines an der Aston Business School oder ebenso die Fraunhofer-Gesellschaft. In der Praxis zeigt sich die Relevanz der Servitization anhand verschiedenster Beispiele. So haben bedeutende Unternehmen wie Rolls-Royce, Alstom oder Xerox mittels Servitization erfolgreich ihr bestehendes Geschäftsmodell auf veränderte Rahmenbedingungen angepasst (siehe Beispiele).
Seit der Tertiarisierung entwickelte sich ein Trend, bei dem sich die Nachfrage nach Angeboten durch den steigenden Wohlstand, den gesellschaftlichen Wandel und die Digitalisierung hin zu Dienstleistungen verschob. Zugleich spielt der Kunde eine immer wichtiger werdende Rolle in jeder Stufe der Wertschöpfungskette eines neuen Produktes, so dass er in der heutigen schnelllebigen Zeit eine 24/7-Betreuung fordert. Dadurch verliert das Eigentum des materiellen Produktes zugleich an Bedeutung, wenn die Serviceleistung mit der reinen Funktion des Produktes ersetzt wird. Die neue Aufgabe von Organisationen besteht also darin, einen kundenorientierten Produktionsprozess zu erreichen. Die Güterentwicklung beginnt dabei beim Kunden und wird von dort aus „rückwärts“ bis zum Produzenten durchdacht. Im maximalen Verhältnis von Service zu Produkt soll kein rein-materielles Produkt mehr erstellt werden, sondern es sollen Lösungen und Ergebnisse angeboten werden. Dadurch wird die Kundenbeziehung auf langfristige Sicht gefördert.
Der Literatur zufolge ist unter Servitization eine „Transformation“, ein „Prozess“ oder ein „Paradigmenwechsel“ zu verstehen, bei dem speziell Fertigungsunternehmen beginnen, eine Service-orientierte Strategie zu verfolgen. Insbesondere wird von Servitization gesprochen, wenn Produktanbieter ihr Portfolio durch Services komplementieren oder in ein reines Serviceangebot umwandeln, mit dem Ziel, einen Wettbewerbsvorteil zu erreichen. Auf Basis dieser oftmals tiefgreifenden Veränderungen hin zur Servitization lassen sich Win-Win-Situationen für Hersteller und Kunden generieren. Daher wird Servitization ebenso als große Chance wie auch als die große Herausforderung für das produzierende Gewerbe gesehen.
Servitization ist dabei abzugrenzen von ähnlichen Begriffen wie z. B. „Servicizing“ und „Produkt-Service-Systeme“: Bei Durchlaufen des Servitization-Veränderungsprozesses, kann das Unternehmen sich bezüglich der Implementierung für ein Angebotsportfolio mit sogenannten Produkt-Service-Systemen entscheiden. Servicizing beschreibt dabei die zugehörige (Verkaufs-)Transaktion, bei der der Kundennutzen durch die Gesamtlösung geschaffen wird.
Service-Typen
Angelehnt an Tim Baines gibt es drei Service-Typen mit unterschiedlich hohen Reifegraden. Bei „Base Services“ handelt es sich um Dienstleistungen, die zusätzlich zur reinen Produktbereitstellung kommen, z. B. ein Ersatzteil-Service. „Intermediate Services“ haben das Ziel, die Funktions- und Leistungsfähigkeit des Produktes sicherzustellen, z. B. durch präventive Wartung (Preventive Maintenance). Die Idee hinter den „Advanced Services“ ist, dass Kunden nicht mehr unbedingt das physische Produkt (z. B. Kran), sondern stattdessen ein bestimmtes Ergebnis bzw. eine gewünschte Leistung erwerben, gegebenenfalls über lange Zeiträume hinweg, z. B. eine (vereinbarte und garantierte) Hebe- und Transportleistung. Bei letzterem Service-Typ kommen die oben genannten Produkt-Service-Systeme ins Spiel; in vielen Fällen findet dann kein Eigentumswechsel des physischen Produkts vom Hersteller zum Kunden mehr statt.
Damit sich die neuen Servicekonzepte reibungslos umsetzen lassen, ist ein entsprechendes Service Lifecycle Management entscheidend. Meist wird mit der Servitization-Transformation auf der Ebene der „Base Services“ begonnen.

## Beispiele
Ein oft zitiertes Beispiel für Servitization ist das Power by the Hour-Modell von Rolls-Royce und anderen Herstellern von Flugzeugantrieben. Anstatt ein Triebwerk an einen Flugzeugbauer zu verkaufen, bleibt das Gerät stattdessen Eigentum des Herstellers, der die Verantwortung für Wartung und Reparatur übernimmt. Bezahlt wird er pro Betriebsstunde des Gerätes. Durch dieses neue Angebot konnte Rolls-Royce seine Erlöseströme stabilisieren und seine Umsätze erhöhen.
Ein weiteres Beispiel ist das ehemalige britische Unternehmen ICI-Nobel, das Sprengstoffe für Steinbrüche herstellte. ICI-Nobel ist dazu übergegangen, die Sprengung als Dienstleistung anzubieten. Dies war möglich, weil das Unternehmen über Spezialkenntnisse verfügte, Sprengvorgänge zu optimieren. Das Ergebnis dieser Servitization waren höhere Gewinne und verbesserte Kundenbindung.
Dies sind beides Beispiele der o. g. „Advanced Services“. Beispiele für „Base Services“ und „Intermediate Services“, die oft von Sachgutherstellern angeboten werden, sind:
- Leasing
- Instandhaltung
- Installation
- Entsorgung
- Schulung

## Vorteile
Durch Servitization können Vorteile sowohl für den Lieferanten als auch für den Kunden entstehen.
Einige Vorteile, die sich Lieferanten von Servitization versprechen, sind:
- Wachstum: Die Dienstleistungen bringen zusätzliche Umsätze ein.
- Margen erhalten: Durch den Preiskampf mit Billigkonkurrenten schwinden die Margen im Produktgeschäft.
- Kundenbindung: Dienstleistungen sind oft weniger leicht austauschbar als Produkte.
- Kundenbeziehung intensivieren: Durch Dienstleistungen entstehen menschliche Kontakte, die die Beziehung zum Kunden vertiefen.

Für den Kunden können sich folgende Vorteile ergeben:
- Kostenstruktur: Durch Servitization verwandeln sich Fixkosten in variable Kosten.
- Risiko: Finanzielle Risiken (zum Beispiel durch Ausfall eines Gerätes) werden teilweise oder ganz auf den Lieferanten ausgelagert.
- Betriebskosten: Oft kann der Hersteller einen effizienteren Betrieb erreichen als der Nutzer.
- Zielangleichung: Lieferant und Kunde haben gemeinsame, statt sich widersprechende Ziele. (Im traditionellen Fall verdient ein Lieferant auch bei jeder Reparatur an seinem verkauften Gerät, bei Servitization dagegen ist es auch in seinem Interesse, dass das von ihm gebaute Gerät fehlerfrei funktioniert. Somit streben beide Seiten eine maximale Lebensdauer des Produktes an.)
- Verträge: Eine langfristige Qualitätssicherung erreicht der Kunde durch Verträge über eine verlängerte Gewährleistungsdauer.

Ein gesamtgesellschaftlicher Vorteil der Servitization kann auf dem Gebiet des Umweltschutzes zu finden sein: Oft sind Ressourcenersparnisse möglich, wenn Geräte oder Fahrzeuge von ihren Herstellern statt von ihren Nutzern gewartet werden.

## Herausforderungen
Servitization erfordert nicht nur Änderungen in allen Komponenten des Geschäftsmodells, sondern auch einen Wandel im Selbstverständnis des Unternehmens und der Unternehmenskultur. Hierzu gehört, dass sich Unternehmen die Kundenperspektive aneignen, sich im Detail mit den Service-Bedürfnissen des Kunden auseinandersetzen und letztendlich den Übergang vom kurzfristigen Transaktionsgeschäft hin zu einem langfristigen Relationship Business bewältigen. Darüber hinaus müssen zusätzlich zu den physischen Produkttechnologie-Kompetenzen die Praktiken zu Services bzw. Gesamtlösungen integriert und entwickelt werden. Zudem muss bedacht werden, dass mit jeder weiteren Servicestufe die Verantwortung der Produzenten für die Verfügbarkeit und Beständigkeit ihrer Waren und Dienstleistungen wächst und damit einhergehend auch das Risiko.
Weitere Herausforderungen können z. B. sein:
- Die Definition des Produktes kann sich komplett ändern, so bezieht ein Kunde im Extremfall „nur“ noch eine Leistung. Dies erfordert ein ganzheitliches Umdenken und eine durchgängige Verzahnung aller Unternehmensbereiche, von der Produktentwicklung bis hin zum Vertrieb.
- Nachgelagerte Prozesse, wie zum Beispiel die Produktkosten- und profitabilitätsrechnung, müssen aufgrund von Servitization angepasst werden. Insbesondere entsteht mehr Komplexität, wenn einzelne physische Produkte sowohl „klassisch“ verkauft als auch als Teil eines Service-Vertrags genutzt werden.
- Anreizsysteme, Messgrößen und Kennzahlen in „servitized“ Organisationen müssen weiterentwickelt werden, um die Ausrichtung des Unternehmens auf das neue Geschäftsmodell zu unterstützen.[21]
- Service-Kompetenzen und -Infrastrukturen in Niederlassungen und bei Partnern müssen auf- bzw. ausgebaut werden.[11]
- Da die modernen Leistungen von smarten Objekten immer komplexer werden, muss die entstehende Datendimension (Big Data) durch innovative Technologien gebündelt und gefiltert werden. Dafür sind neue Prozesse in der Service-Lifecycle-Management-Infrastruktur notwendig. Der Einsatz von Informations- und Kommunikationstechnologien ist in allen Geschäftsprozessen eine unabdingbare Voraussetzung, um die Produktivität bei konstanter Qualität zu optimieren und dem Kunden als Dienstleistung zu offerieren.

Servitization ist folglich eine fundamentale Veränderung. Je nach Unternehmensgröße und -komplexität kann es einen mehrjährigen Transformationsprozess erfordern, um ein auf Neugeschäft fokussiertes Unternehmen zu einem Anbieter von anspruchsvollen Produkt-Service-Systemen zu entwickeln.